# Dua Lipa
Dua Lipa (Westminster, em 22 de agosto de 1995), é uma cantora, compositora, atriz, dançarina e modelo anglo-albanesa. Nascida e criada em Londres e passando parte de sua adolescência, mais especificamente dos 11 aos 15 anos, em Pristina, Kosovo, Lipa ganhou popularidade no mundo em 2017, com o sucesso "New Rules". Com inspirações em artistas como Madonna, Outkast e Moloko, Lipa foi revelada em 2015 com o seu sucesso "Be The One", e trouxe consigo a dance music e o dark pop.
Inspirada em seu pai, Dukagjin Lipa, ao qual cresceu ouvindo, Dua começou a gravar vídeos cantando músicas de outros artistas e postando-os no Youtube aos 14 anos de idade. Após voltar para Londres, tentou ingressar na carreira de modelo e após trabalhar na área, ela assinou contrato com a Warner Music Group em 2015, onde lançou músicas como "New Love", "Last Dance" e "Be The One", com essa última sendo a maior responsável por mostrar Lipa ao Reino Unido, conquistando a nona posição nas paradas musicais britânicas.
Dua conquistou atenção da mídia especializada como artista após o lançamento de seu álbum de estreia homônimo em 2017, que conquistou a terceira posição no UK Albums Chart e contou com oito singles. "New Rules" e "IDGAF" tornaram-se sucessos globais, atingindo a primeira posição de diversos países como Austrália, Bélgica, Irlanda, Estados Unidos e Reino Unido além de atingir as dez primeiras posições em mais de 30 países. Mais tarde, o album recebeu 5 indicações no BRIT Awards, importante premiação considerada o Grammy britânico e 2 indicações ao Grammy Awards. No início de 2017, Dua embarcou em sua primeira turnê mundial, a The Self-Titled Tour. Com mais de sessenta shows, a turnê passou por cinco dos seis continentes terrestres. Em 2018, em parceria com Calvin Harris, lançou o single "One Kiss", que alcançou a primeira posição no Reino Unido e se tornou a música número um por uma artista feminina em 2018. Além desta parceria, "No Lie" com Sean Paul, "Scared To Be Lonely" com o DJ Martin Garrix, "Kiss and Make Up" com o girl group BLACKPINK, "Electricity", com Diplo e Mark Ronson e vencedora de um Grammy, entraram o Dua Lipa: Complete Edition, uma versão completa de seu album de estreia, contendo faixas bônus e parcerias.
Seu segundo álbum de estúdio, Future Nostalgia, lançado em 27 de março de 2020 através da gravadora Warner Records, já vendeu mais de 2 milhões de cópias apenas nos Estados Unidos e mais de 4 milhões de cópias mundialmente. Nele estão contidos os singles "Don't Start Now", "Physical", "Break My Heart" e "Levitating", músicas que fizeram sucesso mundialmente. Muito bem recepcionado pelo público e pela mídia especializada, o Future Nostalgia apareceu em diversas listas de melhores do ano e se tornou o álbum feminino com mais streams no Spotify de 2020, com 2.976.000.000 streams. Atualmente o álbum possui mais de 10 bilhões de streams no Spotify. Além disso, o Future Nostalgia rendeu à Lipa 6 indicações no Grammy Awards, incluindo Álbum do Ano e Melhor Álbum Pop, sendo vencedor desta última categoria.

## Biografia
Dua Lipa nasceu em Londres, no dia 22 de agosto de 1995. Filha de pais kosovares-albaneses refugiados, seu pai, Dukagjin Lipa é gerente de marketing e atuou como o vocalista da banda Oda e sua mãe, Anesa Lipa é uma executiva de turismo. Seu primeiro nome, Dua, é a palavra albanesa para amor. Dua possui dois irmãos mais novos, uma irmã chamada Rina Lipa e um irmão chamado Gjin Lipa.  Seus pais deixaram a cidade de Pristina durante a Guerra Civil da Iugoslávia em meados da década de 1990 e se refugiaram em Londres. Quando Dua nasceu, seus pais trabalhavam como garçons em bares e cafés da cidade. Em 2008, com a Independência do Kosovo, seus pais decidiram retornar para Pristina. Mas, aos 15 anos de idade, Dua decidiu voltar para Londres, querendo construir uma carreira musical. Em 2011, começou a realizar trabalhos como modelo.
Dua cresceu ouvindo seu pai cantar e, com 14 anos de idade, começou a postar covers de algumas de suas canções favoritas em seu canal no YouTube. Dua interpretava canções da canadense Nelly Furtado e da norte-americana Christina Aguilera, dentre outros artistas. Dua Lipa tocava violoncelo na escola, mas desistiu por o instrumento ser muito grande e de sofrer bullying por isso. Mais tarde, tocou saxofone e guitarra, mas não sabe toca-los completamente 

## Carreira

### 2015–2018: Início da carreira eDua Lipa

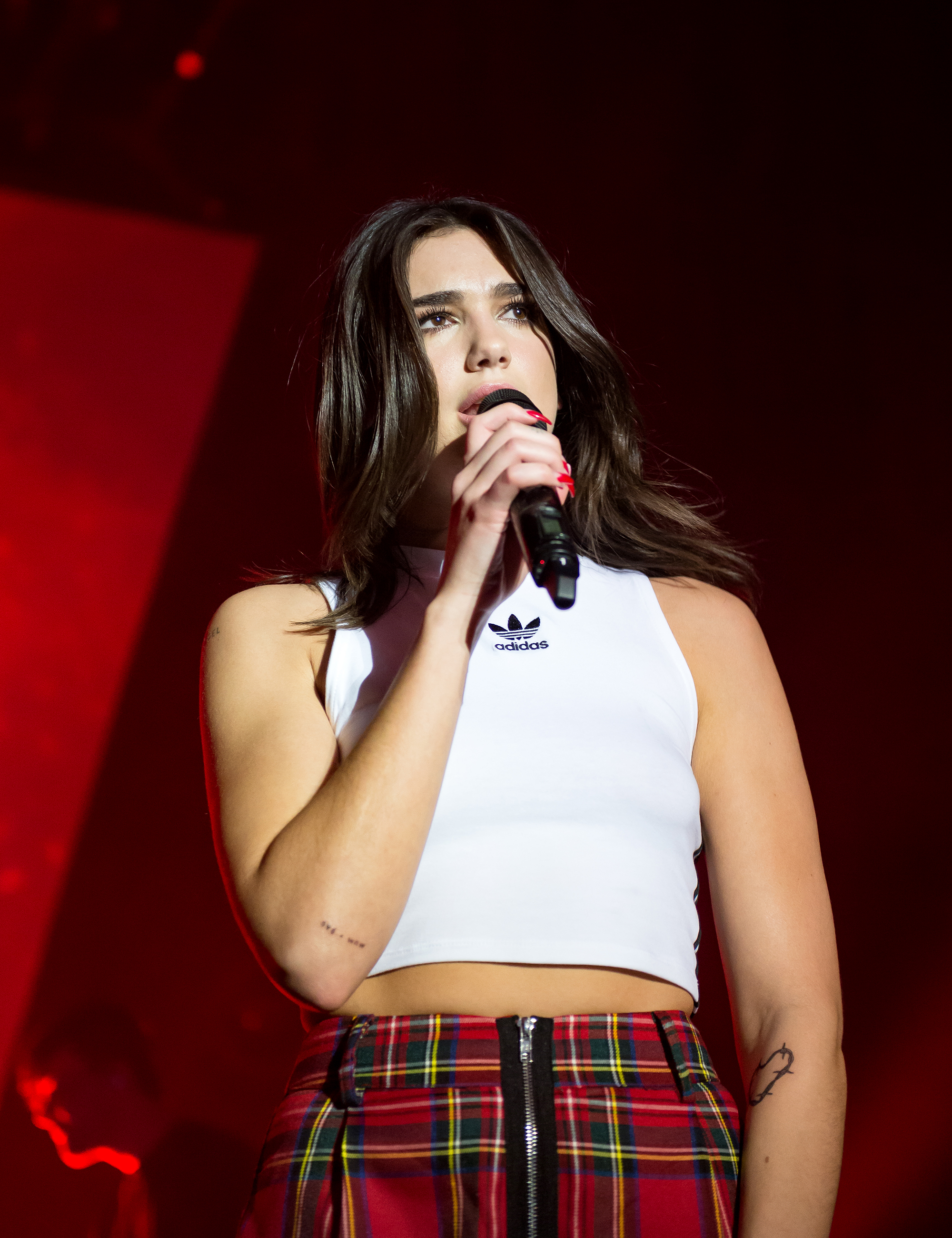
Lipa em 2018

No ano de 2015, Dua assinou um contrato com a gravadora Warner Music, além de começar a trabalhar em seu disco de estreia no mesmo ano. Em agosto do mesmo ano, ela lançou seu single de estreia, a canção "New Love", produzido por Emile Haynie e Adrew Wyatt. Seu segundo single, a música "Be the One", foi lançado em outubro de 2015 e atingiu o Top 10 em charts na Alemanha, Áustria, Reino Unido, Bélgica e Suiça. O videoclipe da faixa já possui mais de 450 milhões de visualizações no YouTube. Lipa ainda disse que "Be The One" é a única faixa do álbum que não escreveu "[mas] eu não poderia descartá-la; é uma de minhas favoritas".
Lipa descreve seu estilo musical como "pop sombrio" e também possui influências do hip hop em suas canções. Em novembro de 2015, ela foi considerada uma das artistas mais promissoras no mundo da música pela BBC e foi indicada ao prêmio Sound of...2016. Dua também foi considerada uma das maiores artistas revelação de 2016 no meio musical pela MTV. A primeira turnê de Lipa pelo Reino Unido teve início em janeiro de 2016, e finalizado em Novembro do mesmo ano. 
Em fevereiro de 2016 lançou seu terceiro single, a canção "Last Dance" e, em maio, "Hotter Than Hell" - esta chegou ao top 15 do UK Charts. No mês de agosto lançou "Blow Your Mind (Mwah)", canção que se tornou sua primeira entrada na parada Hot 100, da Billboard norte-americana. A faixa ainda culminou a parada Dance Club Songs. Em novembro de 2016 o rapper jamaicano Sean Paul lançou o single "No Lie", que conta com a participação de Dua.
No início de 2017, foi lançada outra colaboração da artista, "Scared To Be Lonely", com Martin Garrix. "Lost in Your Light", em parceria com o cantor Miguel, foi lançada como o sexto single do álbum em abril de 2017. Seu álbum de estreia auto-intitulado foi lançado no dia 2 de junho de 2017 e estreou em quinto lugar na parada de álbuns do Reino Unido. "New Rules" foi lançada como sétimo single e atingiu o topo da parada oficial do Reino Unido. A faixa "Homesick" foi lançada em 1 de dezembro de 2017 como sétimo single de promoção do disco e conta com a participação do cantor Chris Martin, vocalista da banda britânica Coldplay, porém seus vocais não são creditados.
Em janeiro de 2018, Dua anunciou através das redes sociais que ela começou a trabalhar em novo material para seu segundo álbum. Ela está trabalhando com o cantor britânico MNEK, que colaborou com Lipa na composição de "IDGAF" e na faixa "High" com o DJ Whethan, que está presente na trilha sonora do filme Fifty Shades Freed, lançado em fevereiro de 2018. Ainda em janeiro, alguém vazou uma música intitulada "Bad to You" no SoundClound. A música seria uma parceria entre Dua e a cantora norte-americana Ariana Grande. Apenas em novembro de 2018, em entrevista para o Watch What Happens Live do apresentador Andy Cohen, Dua confirmou que a colaboração existiu, mas ela não iria lançar pois não estava finalizada, já que Ariana estava finalizando seu quarto álbum Sweetener; já Dua estava em processo criativo de seu segundo álbum. Em 6 de abril de 2018, Lipa e o DJ escocês Calvin Harris lançaram o single "One Kiss" que liderou o UK Singles Chart em 20 de abril, tornando-se o segundo número um de Lipa no Reino Unido e em maio de 2018, foi a protagonista do show de abertura da final da Liga dos Campeões da UEFA de 2017–18, fazendo um medley de suas principais músicas, como "One Kiss", "New Rules" e "IDGAF". Ainda em maio, Dua disse que seu segundo álbum, com lançamento previsto para 2019, teria influencias de Prince e OutKast. Em 4 de setembro, Lipa anunciou que lançaria uma reedição do seu álbum de estréia intitulado Dua Lipa: Complete Edition incluindo três novas músicas "Want To", "Running" e "Kiss and Make Up" uma parceria com o grupo feminino sul-coreano Blackpink, além de inserir as faixas "Scared To Be Lonely", "One Kiss", "No Lie" e "Electricity", este uma colaboração recente de Dua com o duo Silk City, formado por Diplo e Mark Ronson, lançada em 6 de setembro. Dua também colaborou na faixa "If Only" com o tenor italiano Andrea Bocelli, presente em seu álbum Sì.

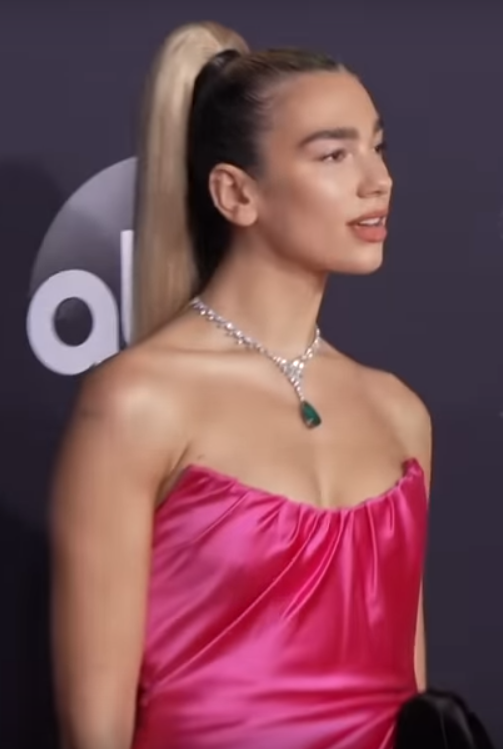
Lipa no American Music Awards de 2019

### 2019–presente:Future Nostalgia
Em 2019, lançou "Swan Song", presente na trilha sonora do filme de ficção científica Alita: Anjo de Combate. Em 23 de outubro de 2019, Dua divulgou um teaser de seu novo single, "Don't Start Now", para seu futuro segundo álbum de estúdio, Future Nostalgia. O álbum foi lançado em 27 de março de 2020 e recebeu críticas positivas da mídia especializada e pelos fãs. O disco apresenta estilos sonoros inspirados nas décadas de 1970, 1980 e 1990, contendo influências de música disco, synthpop, electropop, new wave, funk e EDM.
Em julho de 2023, além de Dua ter uma música na trilha sonora do filme Barbie, live-action da boneca mais famosa do mundo, a cantora também integrou o elenco de estrelas e deu vida a Barbie Sereia.

## Filantropia
Em 2016, Lipa criou a Sunny Hill Foundation com seu pai para financiar diversos projetos sociais em seu país natal, Kosovo. Em agosto de 2018, Lipa organizou o seu próprio festival para angariar fundos para a Sunny Hill Foundation, chamado SunnyHill Festival, onde também atuou. O Presidente da Câmara de Pristina, Shpend Ahmeti atribuiu então à Dua Lipa a Chave de Pristina pela primeira vez. Ela recebeu o festival pelo segundo ano consecutivo em 2019, com Miley Cyrus como um dos artistas intérpretes ou executantes.

## Estilo musical e influência

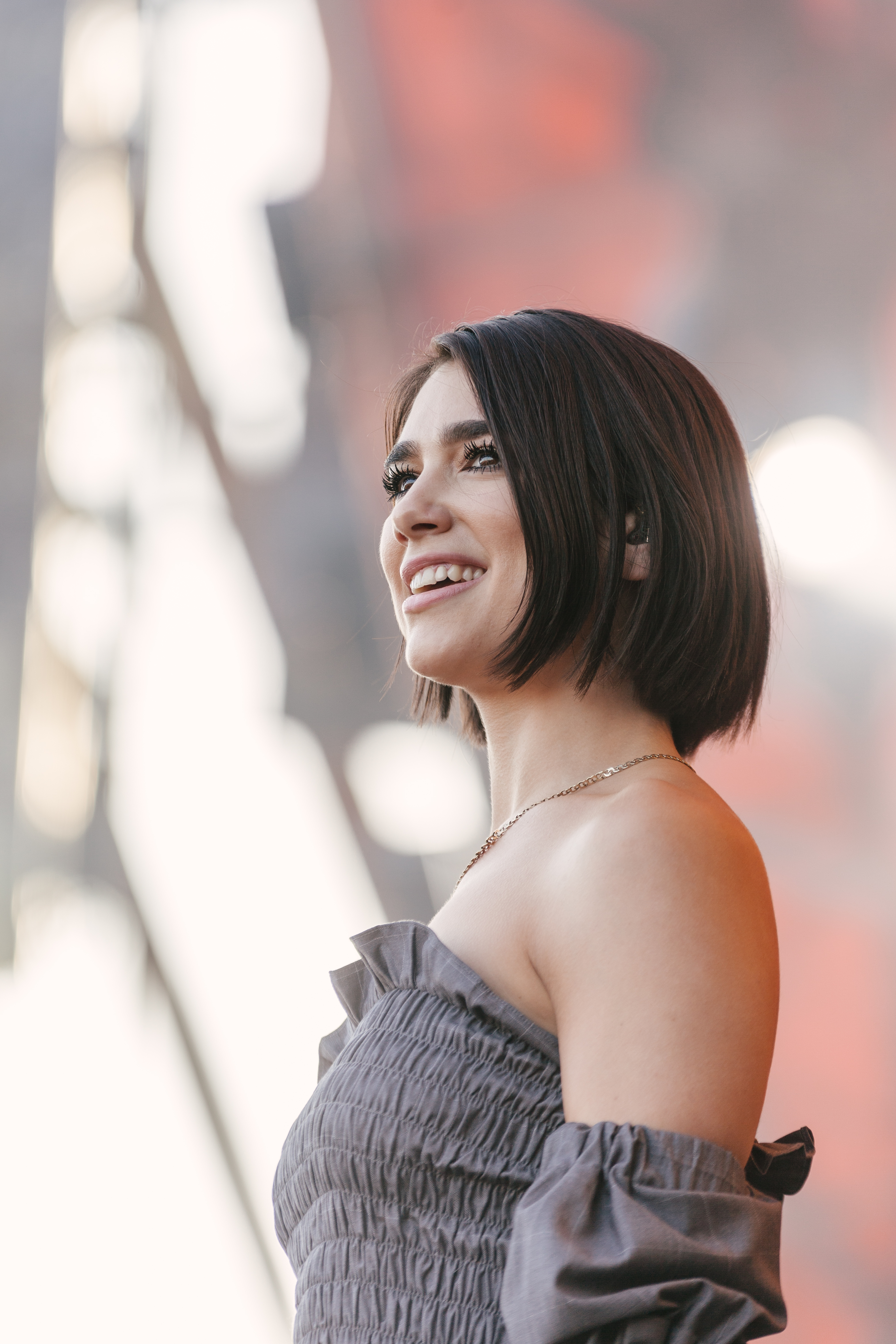
Dua Lipa no Festival de Roskilde em 2018.

As canções de Dua geralmente são dos gêneros pop e R&B, além de elementos de dance-pop, synthpop, dream pop, hip hop, funk e soul, todos estes presentes em seu álbum de estréia auto-intitulado. O álbum ainda possui toques do electro, trap e rock. A cantora também apostou em estilos como tropical house na canção "One Kiss" com o DJ escocês Calvin Harris, o house e o dance em "Electricity" com o duo americano-britânico Silk City, formado por Diplo e Mark Ronson, a música clássica e o folk em "If Only", um dueto com o tenor italiano Andrea Bocelli e o k-pop em "Kiss and Make Up" com o grupo feminino sul-coreano Blackpink. Seu segundo álbum de estúdio, Future Nostalgia, lançado em 2020, trará influências da música disco, além do house e dance, além dos estilos anteriores, ambos inspirados no estilo da década de 1980.
Dua cita Nelly Furtado, Pink e Christina Aguilera como primeiras inspirações para seu amor pela música pop. Em entrevista ela disse: “Eu sempre fui uma grande fã de música pop. O primeiro álbum que eu ganhei quando eu era bem jovem foi Whoa, Nelly!, da Nelly Furtado, e depois disso eu também ganhei o Missundaztood da Pink. Foi quando eu falei ‘Ai meu Deus, eu quero ser exatamente como elas!’ Eu amo o jeito que a P!nk cultivou sua carreira. Eu a admiro muito. Eu sinto que o que quer que elas façam ou lancem eu vou ser fã. Eu sempre vou ouvir. Eu acho que é porque eu as amei quando eu era bem jovem e isso deixou uma marca de tal forma que realmente me inspirou no que eu faço agora.”

## Vida pessoal
Desde 2016, Dua namorava o chef de cozinha e modelo inglês Isaac Carew. Eles terminaram o relacionamento em 2017, mas chegaram a reatar antes de se separarem de vez. De 2019 a 2021, Lipa namorou o modelo Anwar Hadid, irmão mais novo das modelos Bella Hadid e Gigi Hadid. Em 2023, namorou o diretor francês Romain Gavras. Desde janeiro de 2024, a artista namora com o ator britânico Callum Turner. Em sua matéria de capa da British Vogue de julho de 2025, a cantora confirmou oficialmente seu noivado com Callum, após semanas de especulação da mídia.
Dua Lipa tem 15 tatuagens, incluindo uma em homenagem a Sunny Hill, bairro em que seus pais cresceram no Kosovo. Até novembro de 2019, Lipa apoiou o Labourist Party em Eleições gerais no Reino Unido em 2019. Ela foi contra as políticas tanto do Partido Trabalhista como do Partido Conservador em várias questões, num post do Instagram, ela escreveu que estas foram "as eleições mais importantes de uma geração", exortando as pessoas a votarem no Partido Trabalhista. Em março de 2020, ela apoiou Bernie Sanders como candidato do Partido Democrático dos EUA para as Eleições Presidenciais nos Estados Unidos da América em 2020.
Dua Lipa tem nacionalidade britânica, albanesa e kosovar.

## Filmografia

### Televisão
| Ano  | Título                   | Papel           | Nota                                 |
| ---- | ------------------------ | --------------- | ------------------------------------ |
| 2004 | Familja Moderne          | amiga de Robert | papel menor                          |
| 2017 | Sounds Like Friday Night | Ela mesma       | Primeria temporada; episódio 6       |
| 2018 | Saturday Night Live      | convidada       | Episódio: "Natalie Portman/Dua Lipa" |
| 2018 | The Voice of Germany     | Ela mesma       | Temporada 8: time de Mark Foster     |

### Cinema
| Ano  | Título  | Papel         | Notas        | Ref.   |
| ---- | ------- | ------------- | ------------ | ------ |
| 2023 | Barbie  | Barbie Sereia | Participação | [ 45 ] |
| 2024 | Argylle | LeGrange      | Participação | [ 46 ] |

## Discografia
- Dua Lipa (2017)
- Future Nostalgia (2020)
- Radical Optimism (2024)

## Turnês
Como artista principal
- The Self-Titled Tour (2017)
- Future Nostalgia Tour (2022)
- Radical Optimism Tour (2024–25)

Como ato de abertura
- Troye Sivan – Suburbia Tour (2016)
- Bruno Mars – 24K Magic World Tour (2017–18)
- Coldplay – A Head Full of Dreams Tour (2017)